# Critérium International 2016
Das 85. Critérium International 2016 war ein Straßenradrennen in Frankreich auf der Insel Korsika. Das Etappenrennen fand vom 26. bis zum 27. März 2016 statt. Es war Teil der UCI Europe Tour 2016 und war dort in der UCI-Kategorie 2.HC eingestuft.
Gesamtsieger wurde Thibaut Pinot, der sowohl das Einzelzeitfahren der zweiten Etappe wie auch die Bergankunft der zweiten Etappe gewann. Überschattet wurde das Rennen vom Tod des 22-jährigen Radrennfahrers Daan Myngheer, der auf der ersten Etappe einen Herzinfarkt erlitt.

## Teilnehmende Mannschaften
| WorldTeams (5)- AG2R La Mondiale - Cannondale - FDJ - Giant-Alpecin - IAM Cycling Professional Continental Teams (8)- Bora-Argon 18 - Cofidis, Solutions Crédits - Delko-Marseille Provence-KTM - Direct Énergie - Fortuneo-Vital Concept - ONE Pro Cycling - Team Roth - Stölting Service Group Continental Teams (3)- Armée de terre - HP BTP-Auber 93 - Roubaix Métropole européenne de Lille |
| |

## Etappen
| Etappe    | Datum    | Etappenorte                       | type                 | Länge (km) | Etappensieger | Gesamtführender |
| --------- | -------- | --------------------------------- | -------------------- | ---------- | ------------- | --------------- |
| 1. Etappe | 26. Mär. | Porto-Vecchio – Porto-Vecchio     | Flachetappe          | 90,5       | Sam Bennett   | Sam Bennett     |
| 2. Etappe | 26. Mär. | Porto-Vecchio – Porto-Vecchio     | Einzelzeitfahren     | 7          | Thibaut Pinot | Thibaut Pinot   |
| 3. Etappe | 27. Mär. | Porto-Vecchio – Col de l'Ospedale | Mittelschwere Etappe | 171,5      | Thibaut Pinot | Thibaut Pinot   |

## Wertungstrikots
| Etappe         | Etappensieger  | Gesamtwertung | Punktewertung | Bergwertung      | Nachwuchswertung | Teamwertung            |
| -------------- | -------------- | ------------- | ------------- | ---------------- | ---------------- | ---------------------- |
| 1              | Sam Bennett    | Sam Bennett   | Sam Bennett   | Jérémy Leveau    | Rudy Barbier     | Stölting Service Group |
| 2              | Thibaut Pinot  | Thibaut Pinot | Thibaut Pinot | Jérémy Leveau    | Sam Oomen        | FDJ                    |
| 3              | Thibaut Pinot  | Thibaut Pinot | Thibaut Pinot | Rémy Di Gregorio | Pierre Latour    | FDJ                    |
| Wertungssieger | Wertungssieger | Thibaut Pinot | Thibaut Pinot | Rémy Di Gregorio | Pierre Latour    | FDJ                    |